# Ljungströmturbine

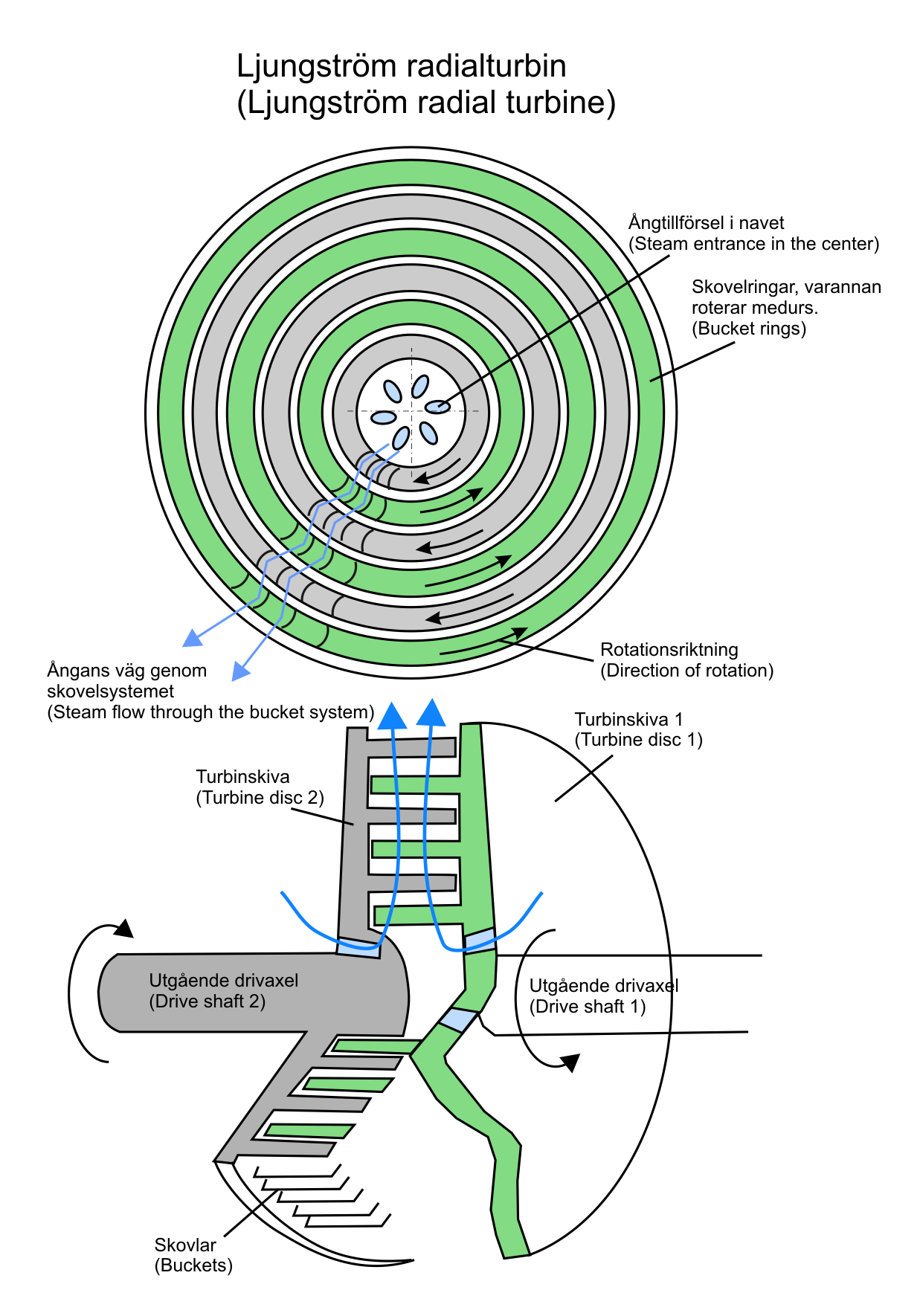
Funktionsprinzip der Ljungströmturbine

Die Ljungströmturbine ist eine spezielle Dampfturbine und wurde zu Beginn des 20. Jahrhunderts von den schwedischen Brüdern Birger (1872–1948) und Fredrik Ljungström (1875–1964) entwickelt. Die Maschine wird vom Dampf in radialer Richtung von innen nach außen durchströmt und besteht aus zwei Hälften, welche sich gegeneinander drehen. Dadurch dient jede Laufschaufel der einen Turbinenhälfte gleichzeitig als Leitschaufel der anderen Hälfte. Die unterschiedliche Drehrichtung der beiden Hälften wird entweder durch ein nachgeschaltetes Getriebe kompensiert oder aber bei der Erzeugung von elektrischer Energie durch zwei getrennte Generatoren abgenommen. Die Ljungströmturbine lässt sich wahlweise auf einen Kondensator oder aber auch zur Speisung eines Fernwärmenetzes verwenden und ist dadurch flexibel einsetzbar. Sie wurde daher gerne in großen Industriebetrieben eingesetzt, die sowohl den Abdampf dieser Kraftmaschine für die Kraft-Wärme-Kopplung als auch ihre elektrische Energie nutzen konnten.
Prinzipbedingt liegt die maximale Leistung bei etwa 32 MW, da sich die beiden Turbinenhälften nicht beliebig groß bauen lassen. In Koppelung mit einer Parsons-Turbine lässt sich ihre Leistung auf 50 MW vergrößern. Da die aktuellen Dampfkraftwerke eine deutlich höhere Leistung haben, wird die Ljungströmturbine heute nicht mehr gebaut.
Die Ljungströmturbine ist auch unter dem Namen „Stal-Turbine“ bekannt. Stal steht hier für Svenska Turbinfabriks Aktiebolaget Ljungström.

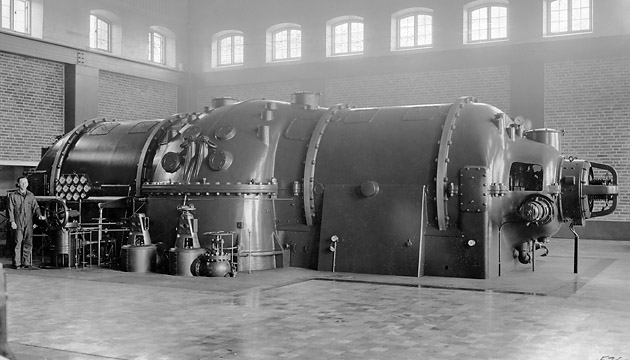
Ljungström 50 MW elektrische Generatoreinheit, 1932
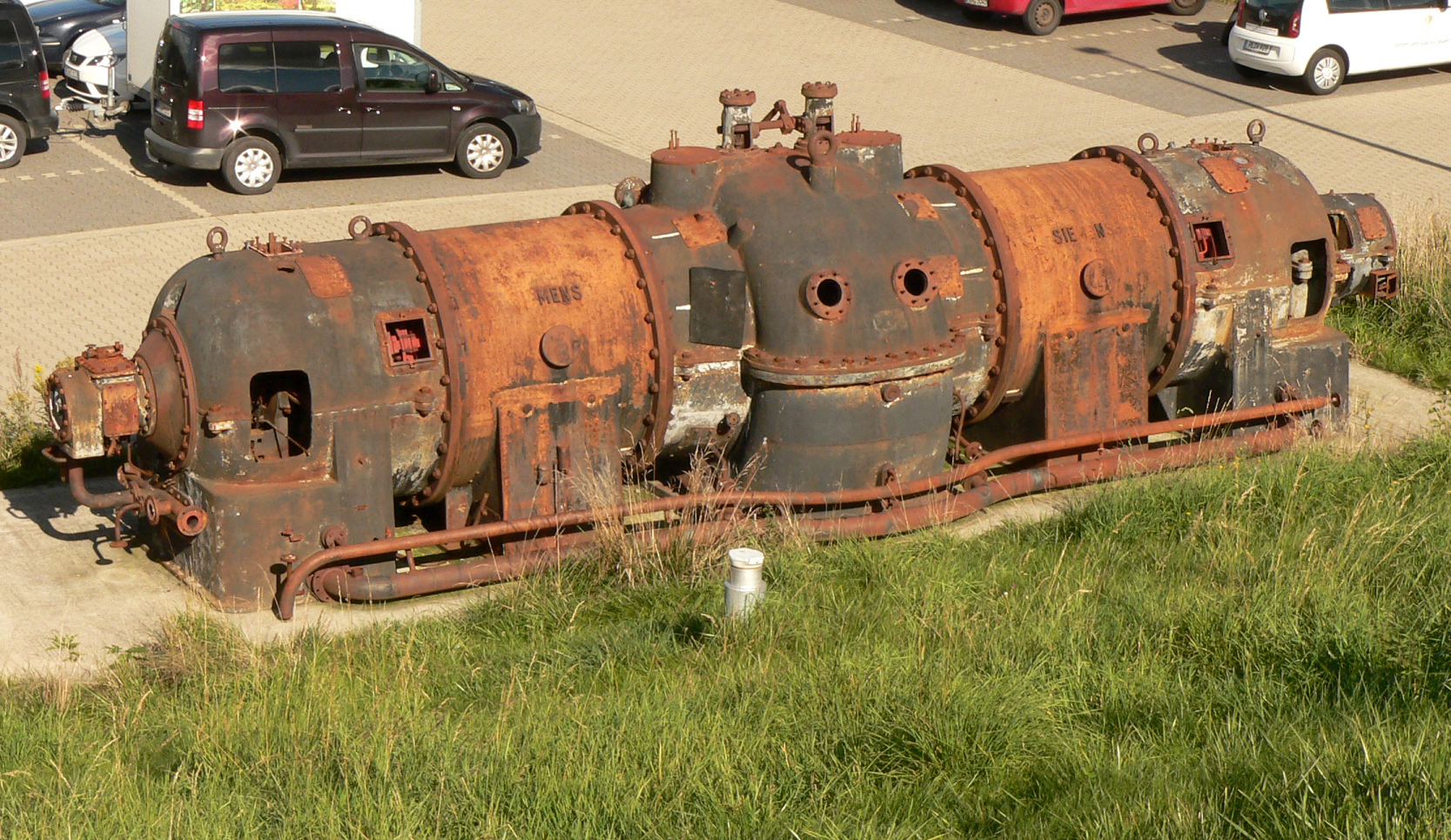
Eine ausrangierte Ljungströmturbine der Ilseder Hütte
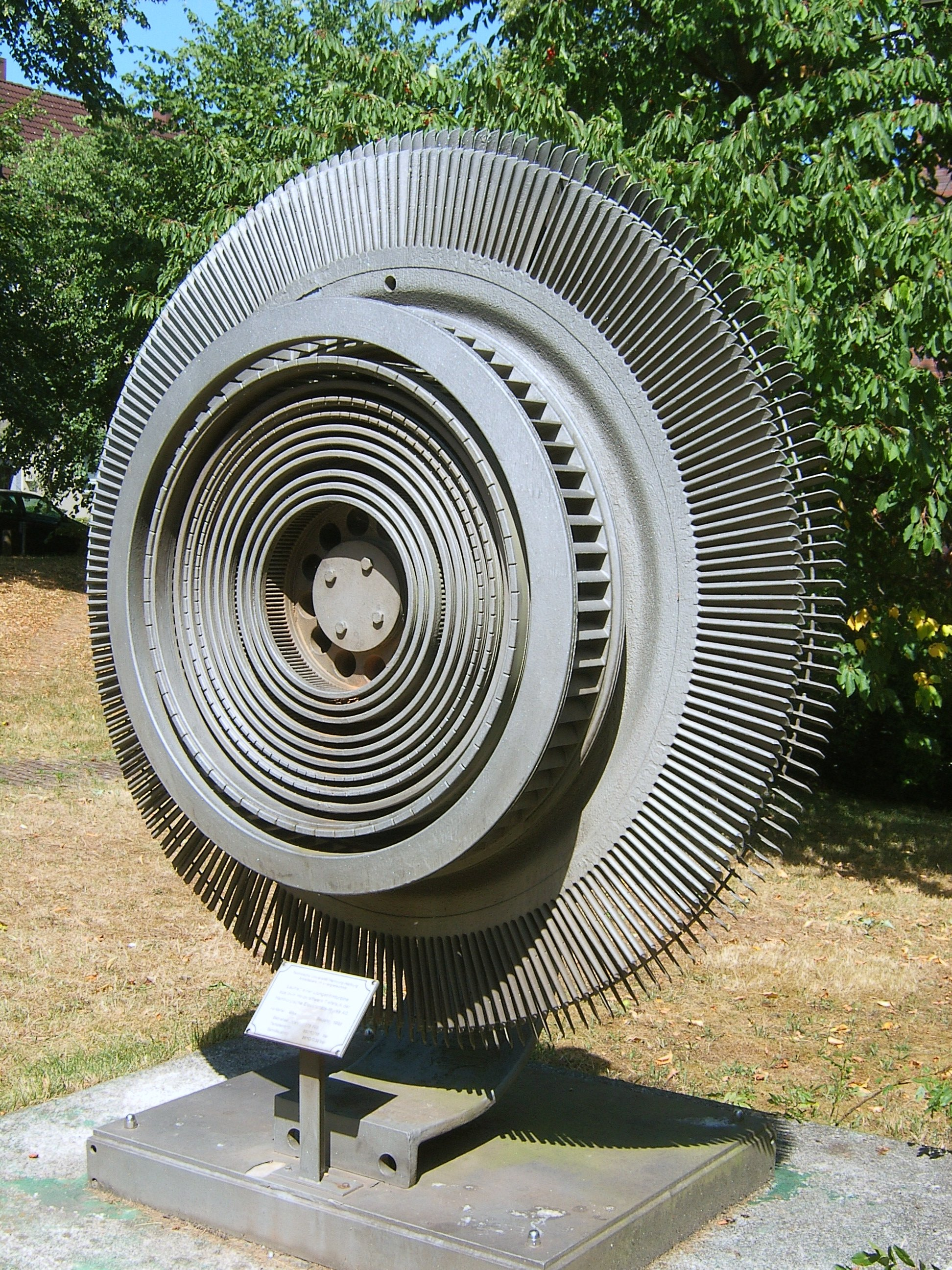
Ein Läufer für eine Ljungströmturbine mit innen liegenden Radial- und außen liegender Axialbeschaufelung

## Die Erfinder
Die Gebrüder Ljungström waren sehr kreative und für ihre Zeit typische Erfinderpersönlichkeiten des 19. Jahrhunderts. Sie erfanden nicht nur den nach ihnen benannten Turbinentyp, sondern auch eine frühe Form des Fahrrades.